# Vassivere
Vassivere – wieś w Estonii, w prowincji Virumaa Zachodnia, w gminie Laekvere.